# Louis Lachenal
Louis Lachenal (* 17. Juli 1921 in Annecy; † 25. November 1955 im Vallée Blanche bei Chamonix) war ein französischer Alpinist.
Louis Lachenal gehörte 1950 der erfolgreichen französischen Annapurna-Expedition an, an der auch Maurice Herzog, Gaston Rébuffat, Lionel Terray, Marcel Ichac, Jean Couzy, Marcel Schatz und Jacques Oudot beteiligt waren. Er und Maurice Herzog waren die ersten Menschen, die am 3. Juni 1950 auf dem Gipfel eines Achttausenders standen. Wegen der dabei erlittenen schweren Erfrierungen mussten ihm alle Zehen und Teile des Vorfußes amputiert werden. Seine 1956 posthum veröffentlichten Tagebuchaufzeichnungen zur Expedition, Les Carnets du Vertige, wurden 1996 in vollständiger Form herausgegeben.
Ihm gelang 1947 gemeinsam mit Lionel Terray die zweite Begehung der Eiger-Nordwand.
Ende November 1955 zog sich Lachenal während der Abfahrt durch das Vallée Blanche bei Chamonix durch einen Sturz in eine 25 Meter tiefe Gletscherspalte tödliche Verletzungen zu.
Zu Ehren seiner zahlreichen Erstbegehungen im Mont-Blanc-Massiv wurde ein 3613 m hoher Gratausläufer des Mont Blanc du Tacul nach Louis Lachenal benannt. Auf den Pointe Lachenal führen heute über zehn Kletterrouten.